# Genially
Genially, también conocido como "Genial.ly", es una herramienta en línea para crear todo tipo de contenidos visuales e interactivos de manera fácil y rápida, de uso individual o en equipo. Este software todo en uno permite crear presentaciones, infografías, gamificaciones, imágenes interactivas y más contenidos interactivos. 
Tiene un modelo freemium, por lo que cualquier persona puede utilizar la versión gratuita de la herramienta por tiempo ilimitado, o bien adquirir uno de los planes premium para usar todas las características avanzadas. 
Desde que nació en 2015, ha obtenido diversos premios y reconocimientos internacionales por su innovación en el ámbito digital. En 2024, Genially alcanzó los 36 millones de usuarios en todo el mundo, consolidándose como una de las herramientas líderes en su sector. Ese mismo año, la compañía fue galardonada con el premio en la categoría de Negocios Digitales en los Premios EmprendedorXXI de CaixaBank, en reconocimiento a su impacto y crecimiento en el ecosistema emprendedor.

## Uso
Para usarlo no es necesario descargar nada. La herramienta dispone de un editor en línea avanzado con el que crear contenidos desde cualquier lugar. Ofrece más de 3.000 plantillas y miles de recursos (iconos, tipografías, ilustraciones y fondos) listos para personalizar el contenido. 
Las plantillas están diseñadas por un equipo de diseñadores profesionales, pensando en las tendencias y estilos más funcionales para la comunidad de Genially, formada por personas de todos los países del mundo, tanto del sector educativo como corporativo.  